# Kubitzkia
Kubitzkia es un género botánico con dos especies de plantas con flores perteneciente a la familia Lauraceae. Es originario de Sudamérica. El género fue descrito por van der Werff y publicado en Taxon  35(1): 165 en el año 1986.  La especie tipo es Kubitzkia mezii (Kosterm.) van der Werff.

## Especies
- Kubitzkia macrantha  	(Kosterm.) van der Werff
- Kubitzkia mezii 	(Kosterm.) van der Werff